# Gonneville-la-Mallet
Gonneville-la-Mallet is een gemeente in het Franse departement Seine-Maritime (regio Normandië) en telt 1139 inwoners (1999). De plaats maakt deel uit van het arrondissement Le Havre.

## Geografie
De oppervlakte van Gonneville-la-Mallet bedraagt 7,3 km², de bevolkingsdichtheid is 156,0 inwoners per km².
De onderstaande kaart toont de ligging van Gonneville-la-Mallet met de belangrijkste infrastructuur en aangrenzende gemeenten.

## Demografie
Onderstaande figuur toont het verloop van het inwonertal (bron: INSEE-tellingen).